# Wolkig mit Aussicht auf Fleischbällchen
Wolkig mit Aussicht auf Fleischbällchen (Originaltitel Cloudy with a Chance of Meatballs) ist ein US-amerikanischer 3D-Computeranimationsfilm von Sony Pictures Animation und Columbia Pictures aus dem Jahr 2009, dessen deutsche und Schweizer Premieren am 28. Januar 2010 waren. In den Vereinigten Staaten lief der Film am 18. September 2009 an und erreichte auf Anhieb Platz 1 der Kino-Charts.

## Handlung
Der Film erzählt von Flint Lockwood, einem leidenschaftlichen Tüftler mit guten Ideen, die bisher leider immer nach hinten losgingen. Dazu gehören unter anderem angriffslustige Rattenvögel, ein Gerät zum Übersetzen von Affengedanken in menschliche Sprache und Aufsprühschuhe, die man nicht mehr ausziehen kann. Zwar steht auch sein Vater nicht mehr auf seiner Seite, doch aufgeben möchte er nicht, denn er ist fest davon überzeugt, dass er eines Tages etwas entwickeln wird, was die Menschen glücklich macht. Seine neueste Idee: Wasser in Essen zu verwandeln. Und nach ein wenig Bastelarbeit hat er es wirklich geschafft, eine Maschine zu bauen, die Wasser in Essen verwandelt, den sogenannten FLDSMDFR (gesprochen: Flitzem-deför; englisch: Flint Lockwood Diatonic Super Mutating Dynamic Food Replicator, deutsch: Flint Lockwoods Diatonischer Super-Mutations-Dynamischer Fressalien-Replikator). Doch dummerweise macht auch diese Maschine sich selbstständig, zerstört den Rathausplatz und fliegt in die Wolken.
Er trifft auf Sam Sparks, eine junge Fernsehreporterin, die in letzter Zeit auch nicht viel Glück in ihrem Job hatte. Sie kommen ins Gespräch, bis ihnen auffällt, dass eine riesige Regenwolke auf sie zu zieht. Doch statt Wasser regnet es plötzlich Cheeseburger. Flint begreift, dass es sich um seine Maschine handelt, die in einer Regenwolke steckt. Er rennt sofort nach Hause und baut ein Gerät, mit dem man der Maschine sagen kann, was sie produzieren soll. Von nun an produziert die Maschine das Essen auf Bestellung. Immer an seiner Seite ist Sam Sparks, die fleißig darüber berichtet.
Doch die Leute verlangen immer mehr Essen und die Maschine gerät außer Kontrolle, wodurch sie Spaghetti-Tornados, riesige Fleischbällchen und Ähnliches produziert.
Flint beschließt, zusammen mit Sam und seinem Affen in die Wolke zu fliegen und die Maschine zu zerstören.
Nach einem langen Weg durch die Wolke und dem Überwinden lebender Brathähnchen und anderer seltsamer Gegner erreichen sie die Maschine und schließlich besprüht Flint diese mit den Aufsprühschuhen. Nun kann die Maschine nicht mehr produzieren und explodiert, gerade noch rechtzeitig, bevor die Stadt unter einer Lawine aus Lebensmitteln begraben wird.
Flint wird als Held gefeiert und seine Erfindungen werden endlich respektiert.

## Das Buch
Der Film beruht auf dem gleichnamigen, ausgezeichneten Kinderbuch-Bestseller von Judi und Ron Barrett.

## Synchronisation
Die deutsche Synchronbearbeitung fertigte die Berliner Synchron AG  an. Das Dialogbuch schrieb Axel Malzacher, der auch die Dialogregie führte.
| Rolle                    | Englischer Sprecher | Deutscher Sprecher |
| Flint Lockwood           | Bill Hader          | Robin Kahnmeyer    |
| Sam Sparks               | Anna Faris          | Luisa Wietzorek    |
| Tim Lockwood             | James Caan          | Karl Schulz        |
| 'Baby' Brent             | Andy Samberg        | Sebastian Schulz   |
| Bürgermeister Shelbourne | Bruce Campbell      | Lutz Schnell       |
| Officer Earl Devereaux   | Mr. T               | Jan Spitzer        |
| Cal Deveraux             | Bobb’e J. Thompson  | Leo Vornberger     |
| Manny                    | Benjamin Bratt      | Thomas Nero Wolff  |
| Steve                    | Neil Patrick Harris | Bernhard Völger    |
| Patrick Patrickson       | Al Roker            | Axel Malzacher     |
| Fran Lockwood            | Lauren Graham       | Melanie Pukaß      |
| Joe Towne                | Will Forte          | Axel Lutter        |

## Kritik
„Sony ist mit ihrer ersten 3D-Produktion ‚Wolkig mit Aussicht auf Fleischbällchen‘ endlich ein Kassenschlager gelungen. […]‚Wolkig mit Aussicht auf Fleischbällchen‘ macht aus einer einzigen Storyidee erstaunlich viel und bietet temporeiche Unterhaltung auf höchstem Animationsniveau. Die Tiefe der Über-Konkurrenz Pixar erreicht der schnell verdauliche Actionhappen aber nicht.“

## Fortsetzung
Die Fortsetzung Wolkig mit Aussicht auf Fleischbällchen 2 unter der Regie von Cody Cameron und Chris Pearn und produziert von Warner Bros. wurden in den Vereinigten Staaten im September 2013 veröffentlicht. Der deutsche Kinostart war am 24. Oktober 2013.

## Auszeichnungen
Annie Award 2009
- Nominierung in der Kategorie Best Animated Feature
- Nominierung in der Kategorie Animated Effects
- Nominierung in der Kategorie Directing in a Feature Production
- Nominierung in der Kategorie Writing in a Feature Production

Golden Globe Awards 2010
- Nominierung in der Kategorie Bester Animationsfilm